# اومبرتو اکو
اومبرتو اکو (به ایتالیایی: Umberto Eco) (زاده ۵ ژانویه ۱۹۳۲-درگذشته ۱۹ فوریه ۲۰۱۶) نشانه‌شناس، فیلسوف، متخصص قرون وسطی، منتقد ادبی و رمان‌نویس ایتالیایی بود.
اکو پس از گرفتن مدرک دکترا از دانشگاه تورینو، در دانشگاه‌های میلان، فلورانس، بولونیا و کولژ دو فرانس تدریس کرد.
اگرچه اومبرتو اکو بیشتر به رمان‌نویسی معروف است ولی در وهلهٔ اول یک نشانه‌شناس و فلسفه‌دان است و در برابر بیش از ۴۰ کتاب علمی و صدها مقاله، تنها هفت رمان نوشته است. وی یکی از مهم‌ترین و پرکارترین اندیشمندان و روشنفکران قرن بیستم و اوایل قرن بیست‌ویکم و از مهم‌ترین زبان‌شناسان و نشانه‌شناسان ساختارگرا بود. اکو از طرفداران گفتگوی میان شرق و غرب و از هواداران افزایش ارتباطات و فهم متقابل در محیط بین‌المللی بود و علاقهٔ زیادی به زبان بین‌المللی اسپرانتو داشت.
اکو مدتی رئیس دانشکدهٔ انسان‌شناسی دانشگاه بولونیا بود. او همچنین متن‌های آکادمیک فراوانی در زمینهٔ فلسفه، نشانه‌شناسی و نقد ادبی و کتاب‌هایی برای کودکان نوشت. سیارک ۱۳۰۶۹ به نام اوست. اکو در سال ۲۰۰۵ همراه با راجر آنگل موفق به کسب جایزهٔ دست‌آورد ادبی مجله کنیون ریوو شد.

## زندگی
اومبرتو در شهر آلساندریا در استان پیدمونت به دنیا آمد. پدرش جولیو که در خانواده‌ای با ۱۳ فرزند بزرگ شده‌بود، قبل از آن‌که به جبههٔ جنگ جهانی دوم برود، حسابدار بود. در طول جنگ، اُمبرتو و مادرش جیووانا در دهکدهٔ کوچکی در کوه‌های پیدمونت زندگی می‌کردند.
اکو پس از جنگ برای مطالعهٔ فلسفهٔ قرون وسطی و ادبیات وارد دانشگاه بولونیا شد. در سال ۱۹۵۴ مدرک لیسانس خود را با پایان‌نامه‌ای که در مورد توماس آکویناس با عنوان مسایل زیبایی‌شناسی در اندیشهٔ توماس قدیس نوشته‌بود، دریافت کرد. در همان سال اعتقاد به خدا را کنار گذاشت و از کلیسای کاتولیک خارج شد.
او در سال ۱۹۵۶ با بسط دادن تز دکترای خود اولین کتابش را با نام «مسائل اخلاقی سنت توماس» منتشر کرد.
در سال ۱۹۵۹ کتاب تکامل زیبایی‌شناسی سده‌های میانه را منتشر کرد. کتابی که در حکم تکامل رسالهٔ پیشین اوست. کتاب سوم او در این مورد، حدود سی سال بعد در سال ۱۹۸۷ با عنوان «هنر و زیبایی در زیبایی‌شناسی سده‌های میانه» است.
در سال ۱۹۶۱ وی در دانشگاه‌های تورینو، میلان و فلورانس و بولونیا فلسفه و نشانه‌شناسی تدریس کرد.
اثر گشوده کتابی که با موضوع هنر مدرن در سال ۱۹۶۲ منتشر شد شهرت وی را آغاز نمود.
اکو در سپتامبر ۱۹۶۲ با رِناته رامگه، یک معلم هنر آلمانی، ازدواج کرد و از او یک پسر و یک دختر دارد. او در آپارتمانی در میلان و یک خانهٔ ویلایی در ریمینی سکونت داشت؛ در اولی کتابخانه‌ای با ۳۰ هزار جلد کتاب و در دومی کتابخانه‌ای ۲۰ هزار جلدی وجود دارد. اومبرتو اکو بیش از ۳۰ دکترای افتخاری از دانشگاه‌های مختلف دنیا دریافت کرد.

## مرگ
اومبرتو اکو در ۱۹ فوریه ۲۰۱۶ به علت سرطان لوزالمعده در منزلش در میلان درگذشت.

## داستان‌نویسی

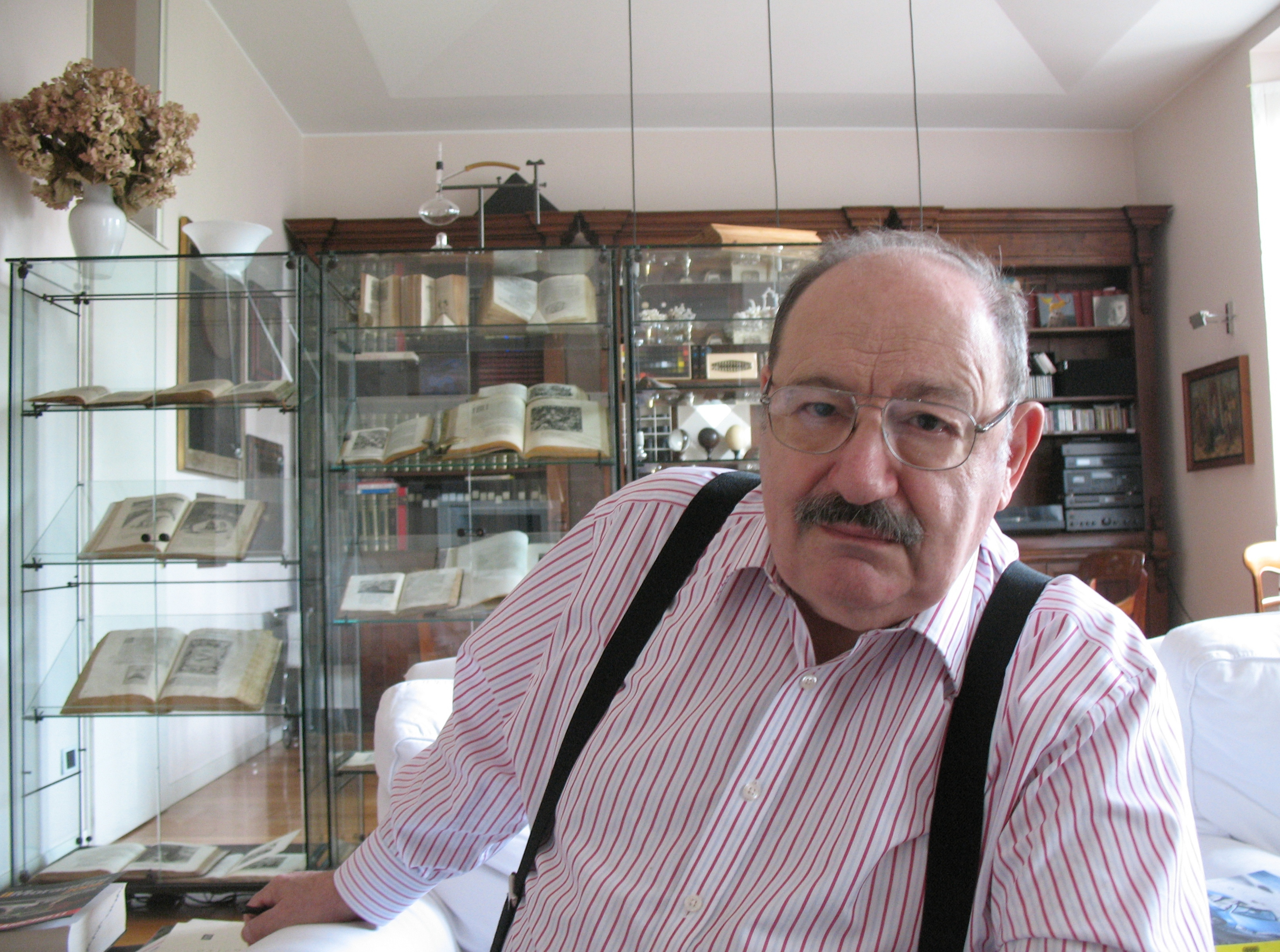
مصاحبه با اومبرتو اکو توسط اوبری در آپارتمانش در میلان

از میان پیشروان نشانه‌شناسی جدید و ساختارگرایی ادبی، اکو و ژولیا کریستوا رمان‌نویس نیز هستند. معروف‌ترین اثر اکو رمان نام گل سرخ است که در سال ۱۹۸۰ آن را به چاپ رساند و در سراسر دنیا بیش از ۱۰ میلیون نسخه فروش داشته است. او در مورد موفقیت حیرت‌انگیز این کتاب می‌گوید:

«ناشر آمریکایی‌ام به من گفت با اینکه عاشق کتابم شده اما انتظار ندارد که بیش از سه‌هزار نسخه فروش کند، آن هم در کشوری مثل آمریکا که هیچ‌کس صومعه ندیده یا زبان لاتین نخوانده است. برای همین به من پیش‌پرداختی برای سه‌هزار نسخه داد. کتابم در نهایت در آمریکا دو تا سه میلیون نسخه فروش کرد. کتاب‌های زیادی پیش از این دربارهٔ قرون وسطی نوشته شده‌اند. من فکر می‌کنم موفقیت این کتاب، یک راز است. هیچ‌کس نمی‌توانست موفقیتش را پیش‌بینی کند.»

شش سال بعد، رمان بعدی وی، آونگ فوکو، منتشر شد، که موفقیتی نظیر رمان نخست وی داشت. این دو اثر، وی را به نویسنده‌ای همه‌پسند تبدیل کرد. وی برخلاف آدورنو، هنر مردمی و هنر مدرن را واقعیت‌های روزگار به حساب می‌آورد.

## نظر اکو دربارهٔ زبان اسپرانتو
یکی از مهم‌ترین فیلسوفان و نویسندگان معاصر که زبان فراساخته‌ی اسپرانتو را مورد بررسی و مطالعه قرار داده و از آن پشتیبانی فراوانی کرده، و زبان به تمجید و تحسین از آن گشود اومبِرتو اِکو است. وی در ارتباط با زبان اسپرانتو چنین گفته است:

من آشکارا این عقیده را بیان داشته‌ام که اسپرانتو باید نقش مهم‌تری را بازی کند – اسپرانتو به‌خودیِ خود برای حفاظت از زبان‌های ملی سودمند است. بله، باید راه مؤثرتر و مستحکم‌تری پیدا کرد. من از روی تجربهٔ شخصی‌ام می‌گویم که در طول مسافرت‌های زیادی که به کشورهای فراوان دارم، به‌ویژه در فرانسه و آلمان شِکوه و شکایت‌هایی را برضدِ زبان انگلیسی می‌شنوم، مبنی بر این که نقش این زبان دیگر از حد یک زبان واسطه و پل، گام جلوتر گذاشته و تبدیل به یک خطر بزرگِ امپریالیستی برای زبان‌های ملی اروپا شده است، زبان‌هایی که دیگر تسلیم این جریان شده‌اند؛ اما من می‌گویم: این موضوع ساده‌ای است: از کودکان خودتان آغاز کنید! آموزش اسپرانتو را به ایشان شروع کنید، و دیگر خطری وجود نخواهد داشت!

اِکو به‌خاطر علاقهٔ وافر خود به زبان بین‌المللی اسپرانتو، در ۲۰ ژانویهٔ ۱۹۹۳ با دو اسپرانتودان معروف، در پاریس به بحث و گفتگوی جالبی پرداخت، که متن کامل آن را سازمان جهانی اسپرانتو (دارای روابط رسمی با سازمان ملل متحد و یونسکو) در مجموعهٔ اسناد اسپرانتو تحت عنوان «اسپرانتو و چندزبانگی آینده» به زبان‌های اسپرانتو (با شمارهٔ 32A ۱۹۹۴)، و فرانسوی (با شمارهٔ 27F ۱۹۹۶)، منتشر ساخته است.
ایستْوان اِرتْل، سردبیر وقتِ مجلهٔ «اسپرانتو» – اُرگان رسمی «سازمان جهانی اسپرانتو» – و فرانسوا لو ژاکومو، زبان‌شناس پاریسی و عضو «آکادمی اسپرانتو»، با اومبِرتو اِکو در مورد چندزبانگی، ارتباطات بین‌المللی و بین‌فرهنگی، ترجمه، زبان‌های رسمی، زبان‌های دوم، برنامه‌ریزی زبانی، نقش زبان، و ویژگی‌ها و قابلیت‌های زبان بین‌المللی اسپرانتو در این زمینه‌ها به بحث و گفت‌گوی مفصلی پرداختند، که در بخشی از آن اِکو می‌گوید:

حال به بیان نقطه‌نظرم در مورد اسپرانتو می‌پردازم. تا قبل از شش ماه پیش … عقیدهٔ من، تا زمانی که هیچ‌چیزی در مورد هیچ‌یک از این مطالب نمی‌دانستم، این بود، که امکان قبولاندن زبانی فراساخته یا مصنوعی وجود ندارد، چراکه تاریخ نشان داده است، که این امر هیچ‌گاه امکان‌پذیر نبوده است، و در نتیجه تنها می‌تواند مربوط به یک آرمان‌شهر باشد؛ ولی، علاوه بر آن، عقیدهٔ دیگری هم داشتم: از آن‌جا که مفهومی را که وورف مطرح ساخته است، تا حدودی مورد پذیرش من است؛ اعتقاد دارم، که هر زبانی باعث ایجاد نگاهی خاص به جهان می‌شود، و به‌خاطر این امر که اصولاً زبان نمی‌تواند بی‌طرف باشد، این نگاه همیشه نوع به‌خصوصی از نگریستن به جهان خواهد بود که با انواع دیگر نگاه‌ها در تضاد خواهد بود.
بعداً، به‌خاطر احتیاط علمی، مشغول بررسی این مسئله شدم، سعی کردم گرامر اسپرانتو را بیاموزم و چیزی را به آن بخوانم؛ و باید اذعان کنم، که نگرش یا وضع برخوردم تغییر کرد.
البته این امر که در طول تاریخ هیچ‌گاه امکان قبولاندن زبان فراساخته یا مصنوعی وجود نداشته است، دلیلی بسیار قوی است، با این وجود، تعیین‌کننده نیست، چراکه تاریخ این را نیز نشان داده بود، که رفتن بر روی کرهٔ ماه امکان‌پذیر نیست، ولی با بهره‌گیری از فناوری خاصی، این امر ممکن شد.

### رمان‌ها
- Il nome della rosa‏ (۱۹۸۰؛ ترجمهٔ فارسی: نام گل سرخ)
- Il pendolo di Foucault‏ (۱۹۸۸؛ ترجمهٔ فارسی: آونگ فوکو)
- L'isola del giorno prima‏ (۱۹۹۴؛ ترجمهٔ فارسی: جزیره روز پیشین)
- Baudolino‏ (۲۰۰۰؛ ترجمهٔ فارسی: بائودولینو، ۲۰۰۱)
- La misteriosa fiamma della regina Loana‏ (۲۰۰۴؛ ترجمهٔ فارسی: شعله مرموز ملکه لوآنا)
- Il cimitero di Praga‏ (۲۰۱۰؛ ترجمهٔ فارسی: گورستان پراگ)
- Numero zero‏ (۲۰۱۵؛ ترجمهٔ فارسی: شماره صفر)

### برخی از آثار فلسفی
- اثر گشوده (۱۹۶۲)
- نظریهٔ نشانه‌شناسی (۱۹۷۶)
- نقش خواننده (۱۹۷۹)
- نشانه‌شناسی و فلسفهٔ زبان (۱۹۸۴)
- حدود تأویل (۱۹۹۰)[۹]
- ایمان یا بی‌ایمانی (۱۹۹۶) به‌همراه کارلو ماریا مارتینی
- سرندیپیتی‌ها؛ یافته‌های ناجسته، زبان و دیوانگی
- تاریخ زیبایی
- تاریخ زشتی
- تاویل و تاویل افراطی
- در جستجوی زبان کامل
- سرگذشت جامعه سیال

### قصه‌های کودکان
- سه فضانورد